# スラッシュ・レコード
スラッシュ・レコード（Slash Records）は、アメリカ合衆国のレコードレーベル。1978年に画家のボブ・ビッグスによって設立。当初はローカル・パンクバンドのリリースを支えたインディーズ・レーベルだったが、1981年からはワーナー・ミュージック・グループの傘下となり、L7やロス・ロボスの作品に携わり名を揚げた。1986年にロンドンレコードに売却された。1982年から1986年までスラシュ・レコードのリリースはワーナーに割り当てられ、それ以外の地域ではマーキュリー・レコードに割り当てられた。

## 主なアーティスト
- エイジアン・ダブ・ファウンデーション
- X
- L7
- ソウル・コフィング
- バーニング・スピア
- フェイス・ノー・モア
- フェイリュア
- ラムシュタイン
- ロス・ロボス